# ZORRO
『ZORRO』（ゾロ）は2024年スペイン制作の配信ドラマ。
アメリカ合衆国の作家ジョンストン・マッカレーの「怪傑ゾロ」を原作に19世紀メキシコ領のカリフォルニアを舞台に圧政に苦しむ民衆や先住民を助け虐げる者を倒す義賊・ゾロを主人公に描く。

## あらすじ
1834年、スペインから独立したメキシコの領土であったカリフォルニア。農場主アレハンドロ・デ・ラ・ベガが覆面の集団に襲われ怪傑ゾロに助けられるも殺害され、そのゾロも憲兵によって命を落とす。
その頃、アレハンドロの息子ディエゴはスペイン・マドリードで軍事訓練を受けていた。しかし父の訃報を受けディエゴはカリフォルニアに帰郷、ゾロに殺害されたことを知る。
ある日、ディエゴは不思議なキツネに誘われ後を付いていくと、そこに先住民の長がいた。彼から「ゾロ」の後継者に選ばれたと告げられる。

## 登場人物
ディエゴ・デ・ラ・ベガ/ゾロ
演：ミゲル・ベルナルデアウ。
ロリータ・マルケス
演：レナタ・ノトニ
ペドロ・ビクトリア
演：ロドルフォ・サンチョ
ナリーン
演：ダリア・シウコアトル
エンリケ・モナステリオ
演：エミリアーノ・スリータ
ベルナード
演：パコ・トウス

## 放送
2024年1月、Amazon Prime Videoで配信され、日本ではBS12トゥエルビで英語版を4話に編集し放送。